# Blasieholmstull
Blasieholmstullen var en sjötull i Stockholm som låg på Blasieholmen vid nuvarande Berzelii park.
I Stockholm infördes stadstullar den 20 november 1622. I tullordningen stadgades att sex tullplatser skulle inrättas, fyra för landvägen och två för sjövägen. En av de nya sjötullarna för trafiken från Saltsjön inrättades på Blasieholmen i området Packaretorget (numera Norrmalmstorg). Vid 1600-talet gick Saltsjön med Ladugårdslandsviken ända fram där numera Berzelii park ligger.  Blasieholmstullen blev nästan omedelbart flyttad längre österut till Blockhusudden, som är Södra Djurgårdens östligaste udde. Där kallades den sedermera Stora sjötullen. Den andra sjötullen blev Långholmstullen.